# جریه سیدموسی
جریه سیدموسی، روستایی از توابع بخش مرکزی شهرستان شوش در استان خوزستان ایران است.

## جمعیت
این روستا در دهستان بن معلی قرار دارد و براساس سرشماری مرکز آمار ایران در سال ۱۳۸۵، جمعیت آن ۳۲۰ نفر (۵۱خانوار) بوده‌است. دهیار این روستا سید فرحان تفاخ می‌باشد.